# Mascarade (film, 2022)
Pour les articles homonymes, voir Mascarade.
Pour plus de détails, voir Fiche technique et Distribution.
Mascarade  est un film français écrit et réalisé par Nicolas Bedos, sorti en 2022.
Il est présenté « hors compétition » au Festival de Cannes 2022.

## Synopsis
Le séduisant Adrien était promis à une carrière de danseur, jusqu'à un terrible accident de moto. Aujourd'hui, il est entretenu par Martha, ancienne vedette du cinéma vivant sur la Côte d'Azur. Tout change lorsqu’Adrien fait la rencontre de la belle et jeune Margot. Cette dernière vit d’escroqueries et de manipulations. Ils s'associent pour monter une arnaque diabolique grâce à une mascarade sentimentale. Pour leur plan, Adrien et Margot ont besoin du parfait pigeon. Ils ciblent Simon, un agent immobilier.

## Fiche technique
Sauf indication contraire, les informations mentionnées dans cette section peuvent être confirmées par les bases de données cinématographiques IMDb et Allociné,  présentes dans la section « Liens externes ».
- Titre original : Mascarade

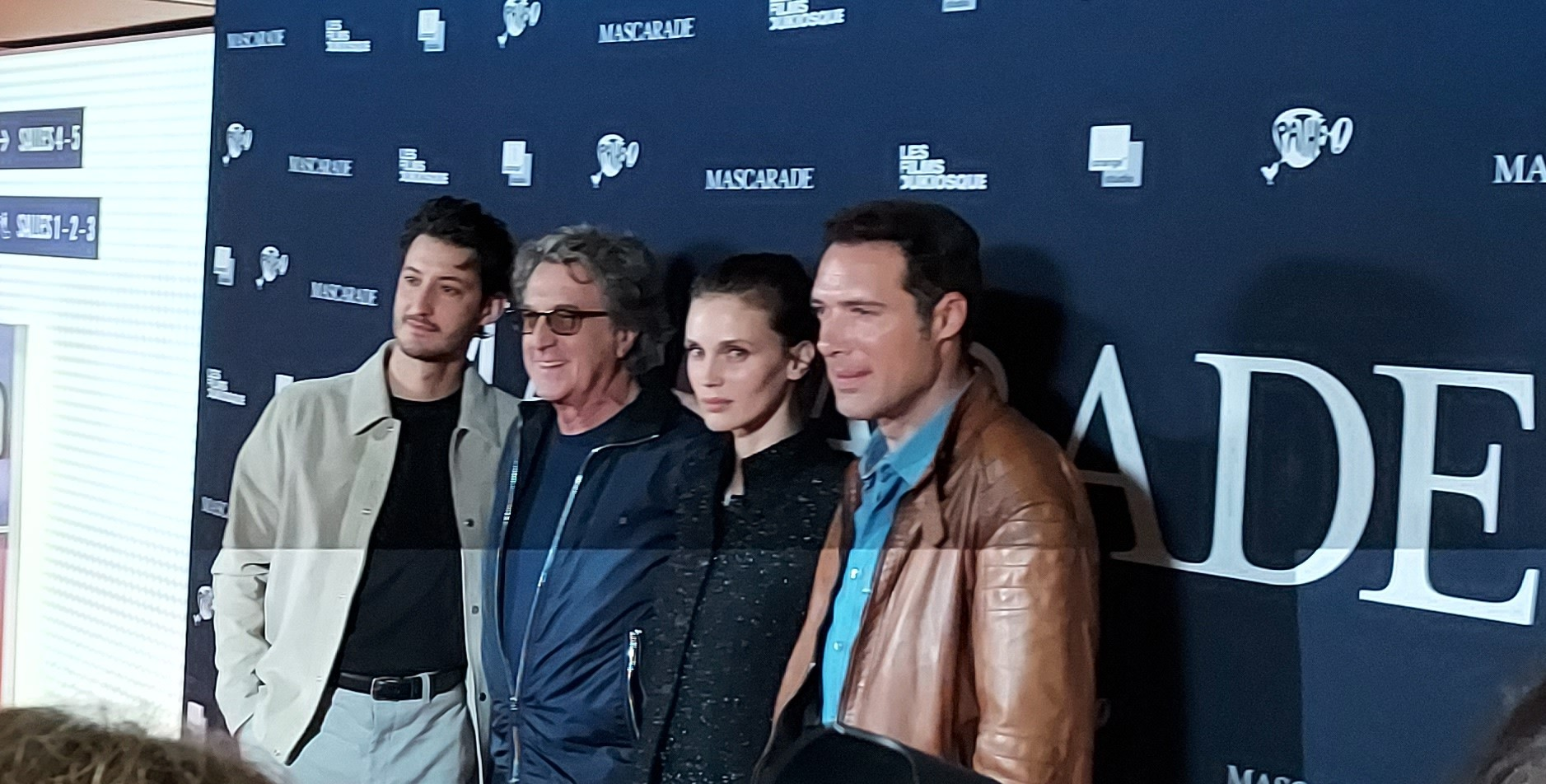
Pierre Niney, François Cluzet, Marine Vacth et Nicolas Bedos lors de l'avant-première du film Mascarade à Paris.

- Réalisation et scénario : Nicolas Bedos
- Musique : Nicolas Bedos et Anne-Sophie Versnaeyen[2]
- Décors : Stéphane Rozenbaum
- Costumes : Emmanuelle Youchnovski
- Photographie : Laurent Tangy
- Montage : Anny Danché
- Production : François Kraus et Denis Pineau-Valencienne
  - Production déléguée : Sylvain Monod
- Sociétés de production : Les Films du kiosque ; coproduit par Orange Studio et Pathé ; avec la participation de TF1 et Canal+ ; en association avec les SOFICA Cofimage 33, Cinémage 16, Indéfilms 9
- Sociétés de distribution : Pathé Distribution (France), Orange Studio (international)
- Pays de production :  France
- Langue originale : français
- Format : couleur
- Genre : comédie dramatique

- Budget : 14 millions d'euros[3]
- Durée : 134 minutes
- Dates de sortie :
  - France : 27 mai 2022 (Festival de Cannes) ; 1er novembre 2022 (sortie nationale)

## Distribution
Sauf indication contraire, les informations mentionnées dans cette section peuvent être confirmées par la base de données cinématographiques IMDb,  présente dans la section « Liens externes ».
- Pierre Niney : Adrien
- Isabelle Adjani : Martha, actrice, anciennement célèbre
- François Cluzet : Simon, agent immobilier
- Marine Vacth : Margot
- Emmanuelle Devos : Carole, épouse de Simon
- Laura Morante : Giulia
- Charles Berling : Jean-Charles, ami de Martha
- Christiane Millet : Françoise
- James Wilby : Thomas
- Nicolas Briançon : Laurent Bardin
- Bruno Raffaelli : Serge Bazin
- Philippe Uchan : Claude
- Daniel Hanssens : l'avocat de Simon
- Bérangère McNeese : l'épouse de Peter Glau
- Fabien Baïardi : mec frimeur du bateau
- Rachel Bauchet : Ava, la fille de Margot, à 6 ans[4] (Nina au générique)

Photos des acteurs principaux.
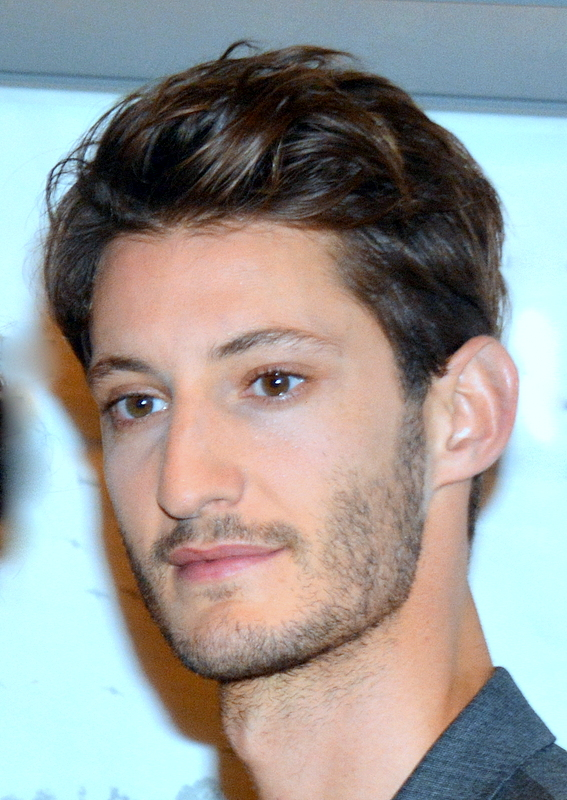
Pierre Niney interprète Adrien.
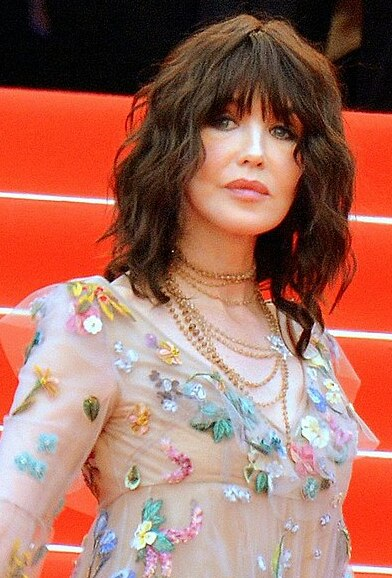
Isabelle Adjani interprète Martha.
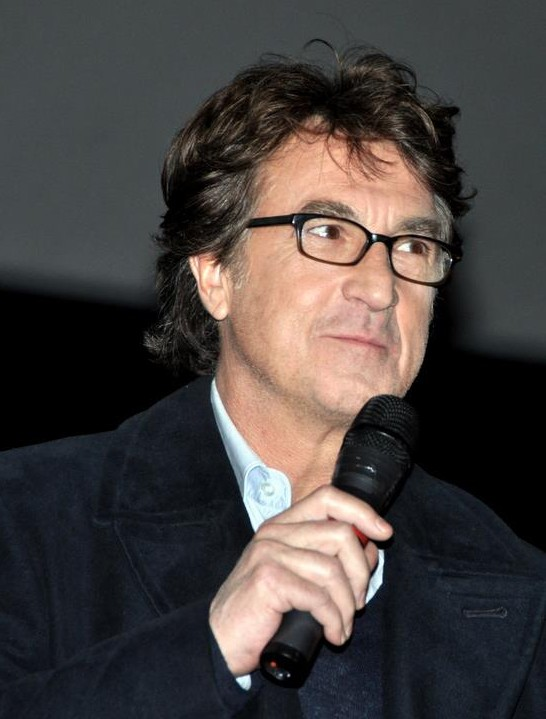
François Cluzet interprète Simon.
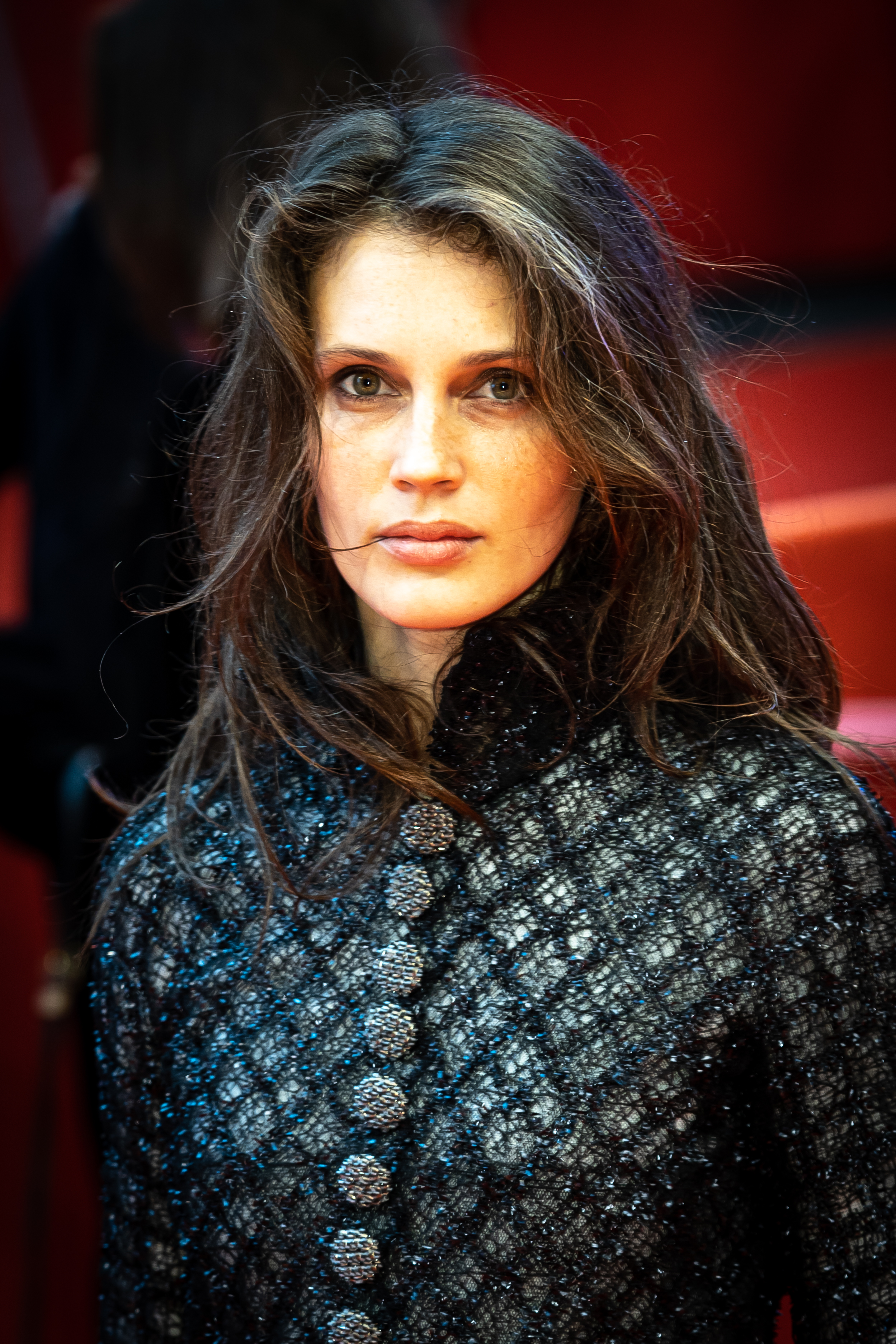
Marine Vacth interprète Margot.
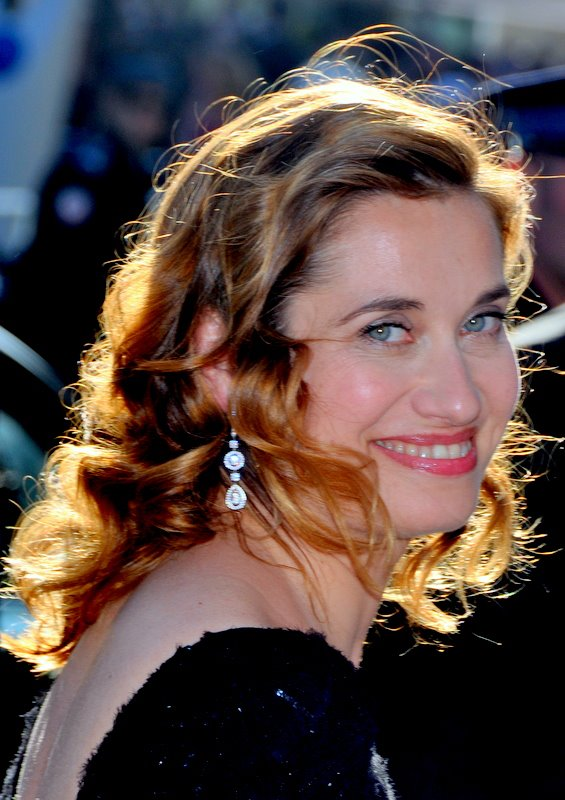
Emmanuelle Devos interprète Carole.
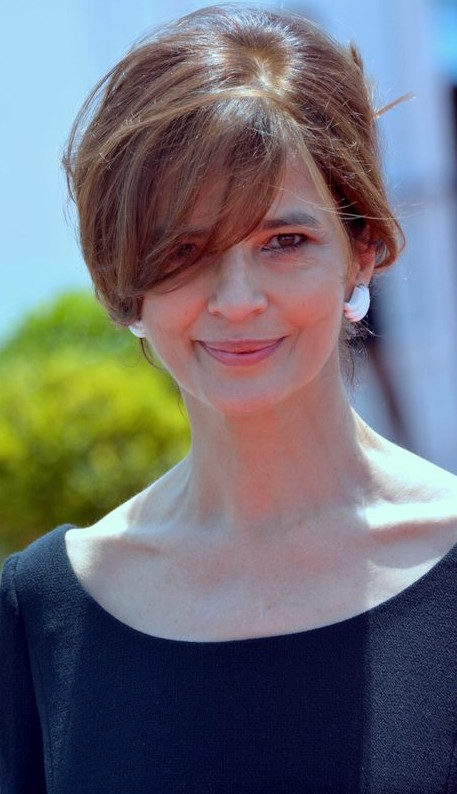
Laura Morante interprète Giulia.
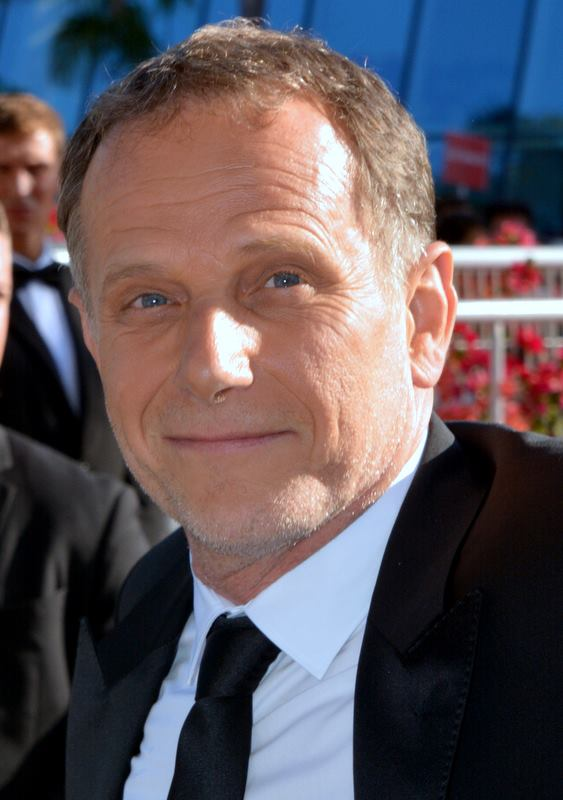
Charles Berling interprète Jean-Charles.

## Production

### Tournage
Le tournage débute le 8 juin 2021 à Nice.

### Postproduction
Par rapport à sa première projection au festival de Cannes 2022, Nicolas Bedos a raccourci le film de 13 minutes et refait beaucoup de morceaux de musique, car le résultat ne lui plaisait pas totalement.

## Accueil

### Accueil critique
Le film reçoit un accueil très mitigé de la critique, avec une moyenne de 2,5/5 par la presse sur Allociné.
Jan Lumholdt sur le site cineuropa.org, déclare qu'il s'agit d'un film « léger par son ton, mais scandé de moments résolument cyniques, Mascarade est un spectacle de style hollywoodien qu'Hollywood ne saurait sans doute pas faire, et avec sa prestigieuse troupe (qui comprend aussi Laura Morante, Emmanuelle Devos, Charles Berling et James Wilby dans d’autres rôles clefs tout à fait savoureux), il nous sert un succulent festin ».
Anthony Jammot pour France Télévisions, décrit un film qui « met en scène une pléiade de stars dans une satire rythmée qui vient railler les frasques liées à l'argent et à la luxure de la région niçoise. Un cocktail aussi emballant que déconcertant ». CNews décrit un long métrage filmé avec « avec rythme, élégance et efficacité », ajoutant que cette comédie de mœurs est « cruelle et joyeusement iconoclaste, amorale et visuellement superbe, qui n'épargne aucun de ses protagonistes ».
Natacha Polony pour le magazine Marianne déclare que « Mascarade n’est pas seulement un film au casting superbe, qui peut défiler sur les plateaux de télé pour la promotion. C’est un film pour les spectateurs. Un film dans lequel le plaisir évident qu’a Nicolas Bedos à réaliser, à filmer ces acteurs, cette lumière, ces plans-là plutôt que d’autres, se transmet à ceux qui suivent cette histoire d’escroquerie, d’amour passionnel, de petites mesquineries et de grandes destructions. ».
Parmi les avis mitigés, Pablo Baron du site vl-media.fr, se réjouit d'un scénario « bien écrit, aux multiples rebondissements, qui étonne et bouleverse de vérité une audience peu ou pas initiée au monde perverti par l'argent et la soif de succès », mais regrette « cette artificialité, cette esthétique, cette colorimétrie qui ne dénote rien de nouveau ou de beau ».
Alexandre Janowiak résume sa critique pour le site Ecran Large ainsi : « Nicolas Bedos espère, en partie, moquer la superficialité de la bourgeoise Côte d'Azur avec Mascarade. Dommage que son film le soit tout autant. ».
Pour Les Inrocks, « Nicolas Bedos rumine son nihilisme à deux balles et tourne en ridicule ses acteurs, sur fond d’arnaques sur la Côte d’Azur ».
Dans Télérama, Marie Sauvion écrit : « Coups bas, mensonges, et grosses ficelles mènent le bal dans le quatrième long métrage de Nicolas Bedos, aussi pathétique que son microcosme bling-bling. »
Didier Péron de Libération écrit une critique négative : « surjoué et apathique, le film de Nicolas Bedos fait mine de dénoncer la vie vaine de super-riches désœuvrés sur la Côte d'Azur ».
Laurent Cambon du site avoir-alire.com, est du même avis : « après le flamboyant La Belle Époque, Nicolas Bedos s'égare dans un conte baroque dont l'intérêt se butte à des personnages caricaturaux et une intrigue cousue de fil blanc ».
Sur le site Première, Gaël Golhen écrit que « Certains segments sont parfaitement ouvragés et le casting chromé impressionne. Pourtant, sans colonne vertébrale, avec ses dialogues outranciers et ses rebondissements forcés, Bedos finit par laisser son spectateur en plan avec ses personnages un peu moches, un peu lâches et globalement repoussants. ».

### Box-office
Pour le démarrage de son exploitation en France, les 1er et 2 novembre, Mascarade réalise 91 498 entrées, dont 15 400 en avant-première, se positionnant premier du box-office des nouveautés devant Amsterdam (24 277). Au bout d'une première semaine, le long-métrage totalise 387 393 entrées, pour une seconde place au box-office, derrière Black Adam (400 433) et devant Simone, le voyage du siècle (272 422). En semaine 2, Mascarade réalise 202 319 entrées pour une troisième place au box-office, derrière Couleurs de l'incendie (302 030) et toujours devant le biopic sur Simone Veil (200 829),. La semaine suivante, le film se positionne cinquième du box-office avec 131 377 entrées, derrière Reste un peu (152 695) et devant Les Femmes du square (105 828).
| Pays ou région | Box-office      | Date d'arrêt du box-office | Nombre de semaines |
| -------------- | --------------- | -------------------------- | ------------------ |
| France         | 856 156 entrées | 3 janvier 2023             | 9                  |
| Total mondial  | - $             | -                          | -                  |

## Distinction

### Sélection
- Festival de Cannes 2022 : sélection officielle, hors compétition

## Analyse